# Дебело Брдо II
Дебело Брдо II је насељено мјесто у Лици. Припада граду Госпићу, у Личко-сењској жупанији, Република Хрватска.

## Географија
Дебело Брдо II је удаљено око 6 км западно од Госпића.

## Становништво
Од 1961. године насеље се исказује као самостално. Према попису из 1991. године, насеље Дебело Брдо II је имало 15 становника. Према попису становништва из 2001. године, Дебело Брдо II је имало 5 становника. Према попису становништва из 2011. године, насеље Дебело Брдо II је имало 8 становника.
| Демографија | Демографија | Демографија |
| Година      | Становника  | Становника  |
| ----------- | ----------- | ----------- |
| 1961.       | 47          |             |
| 1971.       | 42          |             |
| 1981.       | 22          |             |
| 1991.       | 15          |             |
| 2001.       | 5           |             |
| 2011.       |             | 8           |